# Louis B. Mayer Pictures
Louis B. Mayer Pictures war der Name einer US-amerikanischen Filmproduktionsgesellschaft. Das Unternehmen wurde ca. 1917 von Louis B. Mayer gegründet und ging 1924 in der Metro-Goldwyn-Mayer auf.

## Geschichte
Louis B. Mayer war zunächst Inhaber einer Kinokette, bis er 1916 gemeinsam mit Richard A. Rowland die Metro Pictures Corporation gründete. Mayer verließ das Unternehmen und gründete 1917 oder 1918 in Los Angeles seine eigene Produktionsfirma, die Louis B. Mayer Pictures. Der erste Star des Studios war Anita Stewart, die Mayer von Vitagraph abwarb. Durch eine Partnerschaft mit B. P. Schulberg wurde aus den Mayer Pictures wenig später das Mayer-Schulberg Studio. 1924 war Marcus Loew, der die mittlerweile in seinem Besitz befindliche Metro Pictures Corporation gerade mit der Goldwyn Picture Corporation vereinigt hatte, auf der Suche nach einem fähigen Top-Manager, der das neue Gesamtunternehmen leiten sollte; Samuel Goldwyn stand nicht mehr zur Verfügung und Nicholas Schenck wurde in New York gebraucht, wo er Loew’s Kinounternehmen zu leiten hatte. Die Wahl fiel auf Louis B. Mayer, dessen Unternehmen Loew darum aufkaufte und der neuen Metro-Goldwyn-Mayer eingliederte. Louis B. Mayer wurde Präsident des neuen Großunternehmens.

## Filmografie (Auswahl)
- 1919 – Her Kingdom of Dreams (Regie: Marshall Neilan), mit Anita Stewart
- 1920 – The Yellow Typhoon (Edward José), mit Anita Stewart
- 1922 – Rose o’ the Sea (Fred Niblo), mit Anita Stewart
- 1923 – The Eternal Struggle (Reginald Barker), mit Renée Adorée
- 1924 – Thy Name is Woman (Fred Niblo), mit Ramón Novarro und Barbara La Marr
- 1924 – His Hour (King Vidor), mit Aileen Pringle und John Gilbert